# Torneo Regional 1967
El Torneo Regional 1967 fue la primera edición de este torneo oficial organizado por la Asociación del Fútbol Argentino (AFA).
Debido a la reestructuración planteada desde la intervención en la AFA, y la concreción del Campeonato Nacional a partir de 1967, con la participación de equipos del interior del país, fue necesaria la realización de un Torneo Regional, para clasificar a los representantes de las Ligas del Interior para participar en el nuevo torneo.
En 1967 el Consejo Federal, programó el Torneo Regional, que se dividió en 4 grupos, cuyos ganadores participarían del Campeonato Nacional y los perdedores de la final, lo harían en el Torneo Promocional.

## Clasificados
| De las ligas regionales                                                 |
| ----------------------------------------------------------------------- |
| Veintiún (21) equipos ganadores de las plazas de sus ligas respectivas. |

## Sistema de disputa
Los participantes fueron distribuidos geográficamente en 4 grupos, por lo que cada uno pudo tener una cantidad particular de equipos. Cada grupo se resolvió a eliminación directa a 2 partidos, en algunos casos se resolvió a 1 partido y en caso de mantener la igualdad se disputó tiempo suplementario, tanda de penales o sorteo. El ganador de cada grupo clasificó al Campeonato Nacional, mientras los perdedores de las finales clasificaron al Torneo Promocional.

## Equipos participantes
| Grupo   | Club               | Ciudad                              | Provincia           | Liga                            |
| ------- | ------------------ | ----------------------------------- | ------------------- | ------------------------------- |
| Grupo A | Central Córdoba    | Santiago del Estero                 | Santiago del Estero | Liga Santiagueña de Fútbol      |
| Grupo A | Central Norte      | Salta                               | Salta               | Liga Salteña de Fútbol          |
| Grupo A | Gimnasia y Esgrima | San Salvador de Jujuy               | Jujuy               | Liga Jujeña de Fútbol           |
| Grupo A | Sportivo Guzmán    | San Miguel de Tucumán               | Tucumán             | Liga Tucumana de fútbol         |
| Grupo B | Américo Tesorieri  | La Rioja                            | La Rioja            | Liga Riojana de Fútbol          |
| Grupo B | Juventud Alianza   | Santa Lucía                         | San Juan            | Liga Sanjuanina de Fútbol       |
| Grupo B | Policial           | San Fernando del Valle de Catamarca | Catamarca           | Liga Catamarqueña de Fútbol     |
| Grupo B | San Martín         | Mendoza                             | Mendoza             | Liga Mendocina de Fútbol        |
| Grupo B | Estudiantes        | San Luis                            | San Luis            | Liga Sanluiseña de fútbol       |
| Grupo C | Chaco For Ever     | Resistencia                         | Chaco               | Liga Chaqueña de fútbol         |
| Grupo C | Guaraní A. Franco  | Posadas                             | Misiones            | Liga Posadeña de Fútbol         |
| Grupo C | Huracán            | Corrientes                          | Corrientes          | Liga Correntina de Fútbol       |
| Grupo C | Instituto          | Córdoba                             | Córdoba             | Liga Cordobesa de Fútbol        |
| Grupo C | Racing             | Córdoba                             | Córdoba             | Liga Cordobesa de Fútbol        |
| Grupo C | Sportivo Patria    | Formosa                             | Formosa             | Liga Formoseña de Fútbol        |
| Grupo D | All Boys (SR)      | Santa Rosa                          | La Pampa            | Liga Cultural de Fútbol         |
| Grupo D | Germinal           | Rawson                              | Chubut              | Liga de Fútbol Valle del Chubut |
| Grupo D | Independiente      | Neuquén                             | Neuquén             | Liga de Fútbol del Neuquén      |
| Grupo D | Club Olimpo        | Bahía Blanca                        | Buenos Aires        | Liga del Sur (Bahía Blanca)     |
| Grupo D | San Lorenzo        | Mar del Plata                       | Buenos Aires        | Liga Marplatense de fútbol      |
| Grupo D | Villa Congreso     | Viedma                              | Río Negro           | Liga Rionegrina de Fútbol       |

## Grupo 1
|  | Semifinales                | Semifinales |                           |        | Final | Final |  |
|  |                            |             |                           |        |       |       |  |
|  |                            |             |                           |        |       |       |  |
|  | Guzmán (ts)                | 4           |                           |        |       |       |  |
|  | Guzmán (ts)                | 4           |                           |        |       |       |  |
|  | Central Norte              | 3           |                           |        |       |       |  |
|  | Central Norte              | 3           |                           | Guzmán | 3     |       |  |
|  |                            |             |                           | Guzmán | 3     |       |  |
|  |                            |             | Central Córdoba (SdE) (p) | 3      |       |       |  |
|  | Central Córdoba (SdE) (ts) | 4           | Central Córdoba (SdE) (p) | 3      |       |       |  |
|  | Central Córdoba (SdE) (ts) | 4           |                           |        |       |       |  |
|  | Gimnasia y Esgrima (J)     | 2           |                           |        |       |       |  |
|  | Gimnasia y Esgrima (J)     | 2           |                           |        |       |       |  |
|  |                            |             |                           |        |       |       |  |

Nota: Resultados globales. El equipo de arriba ejerció de local en el segundo partido.

### Semifinales
| 30 de julio | Central Norte | 2:0 | Guzmán |  |  |

| 6 de agosto | Guzmán | 4:0 (2:0, 2:0, 1:0) | Central Norte |  |  |

| 30 de julio | Gimnasia y Esgrima (J) | 3:0 (1:0) | Central Córdoba (SdE) |  |  |

| 6 de agosto | Central Córdoba (SdE) | 4:0 (4:0, 2:0, 2:0) | Gimnasia y Esgrima (J) |  |  |

### Final
| 13 de agosto | Central Córdoba (SdE) | 1:1 (1:0) | Guzmán |  |  |

| 17 de agosto | Guzmán | 1:1 (0:0) | Central Córdoba (SdE) |  |  |

|  | Central Córdoba (SdE) clasificó al Nacional 1967. |

## Grupo 2
|  | Cuartos de final      | Cuartos de final |                   |   | Semifinales | Semifinales    |   |  | Final | Final |  |
|  |                       |                  |                   |   |             |                |   |  |       |       |  |
|  |                       |                  |                   |   |             |                |   |  |       |       |  |
|  |                       |                  |                   |   |             |                |   |  |       |       |  |
|  |                       |                  |                   |   |             |                |   |  |       |       |  |
|  |                       |                  |                   |   |             |                |   |  |       |       |  |
|  |                       | San Martín (M)   | 4                 |   |             |                |   |  |       |       |  |
|  |                       |                  | 4                 |   |             |                |   |  |       |       |  |
|  |                       |                  | Estudiantes (SL)  | 2 |             |                |   |  |       |       |  |
|  |                       |                  | Estudiantes (SL)  | 2 |             |                |   |  |       |       |  |
|  |                       |                  |                   |   |             |                |   |  |       |       |  |
|  |                       |                  |                   |   |             |                |   |  |       |       |  |
|  |                       |                  |                   |   |             | San Martín (M) | 3 |  |       |       |  |
|  |                       |                  |                   |   |             |                | 3 |  |       |       |  |
|  |                       |                  | Juventud Alianza  | 1 |             |                |   |  |       |       |  |
|  |                       |                  | Juventud Alianza  | 1 |             |                |   |  |       |       |  |
|  |                       |                  |                   |   |             |                |   |  |       |       |  |
|  |                       |                  |                   |   |             |                |   |  |       |       |  |
|  |                       | Juventud Alianza | 5                 |   |             |                |   |  |       |       |  |
|  |                       |                  | 5                 |   |             |                |   |  |       |       |  |
|  |                       |                  | Américo Tesorieri | 0 |             |                |   |  |       |       |  |
|  | Américo Tesorieri (s) | 3                | Américo Tesorieri | 0 |             |                |   |  |       |       |  |
|  | Américo Tesorieri (s) | 3                |                   |   |             |                |   |  |       |       |  |
|  | Policial              | 3                |                   |   |             |                |   |  |       |       |  |
|  | Policial              | 3                |                   |   |             |                |   |  |       |       |  |
|  |                       |                  |                   |   |             |                |   |  |       |       |  |

Nota: Resultados globales. El equipo de arriba ejerció de local en el segundo partido.

### Cuartos de final
| 16 de julio | Policial | 3:3 (2:2) | Américo Tesorieri |  |  |

| 23 de julio                                      | Américo Tesorieri | 0:0 | Policial |  |  |
| Américo Tesorieri ganó el lanzamiento de moneda. |                   |     |          |  |  |

### Semifinales
| 30 de julio | Estudiantes (SL) | 2:3 (2:3) | San Martín (M) |  |  |

| 6 de agosto | San Martín (M) | 1:0 (1:0) | Estudiantes (SL) |  |  |

| 6 de agosto | Américo Tesorieri | 0:2 (0:0) | Juventud Alianza |  |  |

| 13 de agosto | Juventud Alianza | 3:0 (1:0) | Américo Tesorieri |  |  |

### Final
| 17 de agosto | Juventud Alianza | 1:2 (0:0) | San Martín (M) |  |  |

| 20 de agosto | San Martín (M) | 1:0 (0:0) | Juventud Alianza |  |  |

|  | San Martín (M) clasificó al Nacional 1967. |

## Grupo 3
|  | Cuartos de final          | Cuartos de final |                             |                      | Semifinales | Semifinales    |   |  | Final | Final |  |
|  |                           |                  |                             |                      |             |                |   |  |       |       |  |
|  |                           |                  |                             |                      |             |                |   |  |       |       |  |
|  |                           |                  |                             |                      |             |                |   |  |       |       |  |
|  |                           |                  |                             |                      |             |                |   |  |       |       |  |
|  |                           |                  |                             |                      |             |                |   |  |       |       |  |
|  |                           | Chaco For Ever   | 4                           |                      |             |                |   |  |       |       |  |
|  |                           |                  | 4                           |                      |             |                |   |  |       |       |  |
|  |                           |                  | Guaraní A. Franco (Posadas) | 0                    |             |                |   |  |       |       |  |
|  |                           |                  | Guaraní A. Franco (Posadas) | 0                    |             |                |   |  |       |       |  |
|  |                           |                  |                             |                      |             |                |   |  |       |       |  |
|  |                           |                  |                             |                      |             |                |   |  |       |       |  |
|  |                           |                  |                             |                      |             | Chaco For Ever | 2 |  |       |       |  |
|  |                           |                  |                             |                      |             |                | 2 |  |       |       |  |
|  |                           |                  | Racing (Córdoba)            | 1                    |             |                |   |  |       |       |  |
|  | Huracán (Corrientes)      | 6                | Racing (Córdoba)            | 1                    |             |                |   |  |       |       |  |
|  | Huracán (Corrientes)      | 6                |                             |                      |             |                |   |  |       |       |  |
|  | Sportivo Patria (Formosa) | 1                |                             |                      |             |                |   |  |       |       |  |
|  | Sportivo Patria (Formosa) | 1                |                             | Huracán (Corrientes) | 1           |                |   |  |       |       |  |
|  |                           |                  |                             | Huracán (Corrientes) | 1           |                |   |  |       |       |  |
|  |                           |                  | Racing (Córdoba)            | 2                    |             |                |   |  |       |       |  |
|  | Racing (Córdoba)          | 1                | Racing (Córdoba)            | 2                    |             |                |   |  |       |       |  |
|  | Racing (Córdoba)          | 1                |                             |                      |             |                |   |  |       |       |  |
|  | Instituto (Córdoba)       | 0                |                             |                      |             |                |   |  |       |       |  |
|  | Instituto (Córdoba)       | 0                |                             |                      |             |                |   |  |       |       |  |
|  |                           |                  |                             |                      |             |                |   |  |       |       |  |

Nota: Resultados globales. El equipo de arriba ejerció de local en el segundo partido.

### Cuartos de final
| Fechas                    | Local ida       | Puntaje global | Local vuelta | Ida | Vuelta |
| ------------------------- | --------------- | -------------- | ------------ | --- | ------ |
| 16 de julio - 23 de julio | Sportivo Patria | 1:6            | Huracán (C)  | 0:2 | 1:4    |
| 30 de julio               | Racing (C)      | 1:0            | Instituto    | 1:0 |        |

### Semifinales
| Fechas                     | Local ida         | Puntaje global | Local vuelta   | Ida | Vuelta |
| -------------------------- | ----------------- | -------------- | -------------- | --- | ------ |
| 30 de julio - 6 de agosto  | Guaraní A. Franco | 0:4            | Chaco For Ever | 0:1 | 0:3    |
| 6 de agosto - 13 de agosto | Racing (C)        | 2:1            | Huracán (C)    | 0:0 | 2:1    |

### Final
| 17 de agosto | Racing (C) | 1:2 (1:0) | Chaco For Ever |  |  |

| 20 de agosto | Chaco For Ever | 0:0 | Racing (C) |  |  |

|  | Chaco For Ever clasificó al Nacional 1967. |

## Grupo 4
|  | Cuartos de final | Cuartos de final |   |   | Semifinales | Semifinales |   |  | Final | Final |  |
|  |                  |                  |   |   |             |             |   |  |       |       |  |
|  |                  |                  |   |   |             |             |   |  |       |       |  |
|  |                  |                  |   |   |             |             |   |  |       |       |  |
|  |                  |                  |   |   |             |             |   |  |       |       |  |
|  |                  |                  |   |   |             |             |   |  |       |       |  |
|  |                  |                  | 6 |   |             |             |   |  |       |       |  |
|  |                  |                  |   |   |             |             |   |  |       |       |  |
|  |                  |                  |   | 2 |             |             |   |  |       |       |  |
|  |                  | 4                |   |   |             |             |   |  |       |       |  |
|  |                  |                  |   |   |             |             |   |  |       |       |  |
|  |                  | 3                |   |   |             |             |   |  |       |       |  |
|  |                  |                  |   |   |             |             | 0 |  |       |       |  |
|  |                  |                  |   |   |             |             |   |  |       |       |  |
|  |                  |                  |   | 3 |             |             |   |  |       |       |  |
|  |                  |                  |   |   |             |             |   |  |       |       |  |
|  |                  |                  |   |   |             |             |   |  |       |       |  |
|  |                  |                  |   |   |             |             |   |  |       |       |  |
|  |                  |                  | 4 |   |             |             |   |  |       |       |  |
|  |                  |                  |   |   |             |             |   |  |       |       |  |
|  |                  |                  |   | 2 |             |             |   |  |       |       |  |
|  |                  | 5                |   |   |             |             |   |  |       |       |  |
|  |                  |                  |   |   |             |             |   |  |       |       |  |
|  |                  | 2                |   |   |             |             |   |  |       |       |  |
|  |                  |                  |   |   |             |             |   |  |       |       |  |
|  |                  |                  |   |   |             |             |   |  |       |       |  |

Nota: Resultados globales. El equipo de arriba ejerció de local en el segundo partido.

### Cuartos de final
| Fechas                    | Local ida         | Puntaje global | Local vuelta       | Ida | Vuelta |
| ------------------------- | ----------------- | -------------- | ------------------ | --- | ------ |
| 16 de julio - 23 de julio | Independiente (N) | 2:5            | All Boys (LP)      | 2:1 | 0:4    |
| 23 de julio - 30 de julio | Germinal (R)      | 3:4            | Villa Congreso (V) | 1:2 | 2:2    |

### Semifinales
| Fechas                     | Local ida          | Puntaje global | Local vuelta      | Ida | Vuelta |
| -------------------------- | ------------------ | -------------- | ----------------- | --- | ------ |
| 30 de julio - 6 de agosto  | All Boys (LP)      | 2:4            | San Lorenzo (MdP) | 2:2 | 0:2    |
| 6 de agosto - 13 de agosto | Villa Congreso (V) | 2:6            | Olimpo            | 0:1 | 2:5    |

### Final
| 17 de agosto | San Lorenzo (MdP) | 1:0 (1:0) | Olimpo |  |  |

| 20 de agosto | Olimpo | 0:2 (0:1) | San Lorenzo (MdP) |  |  |

|  | San Lorenzo (MdP) clasificó al Nacional 1967. |

## Clasificados alCampeonato Nacional 1967
| Equipos clasificados              | Equipos clasificados   | Equipos clasificados | Equipos clasificados        |
| --------------------------------- | ---------------------- | -------------------- | --------------------------- |
| Central Córdoba (Sgo. del Estero) | Chaco For Ever (Chaco) | San Martín (Mendoza) | San Lorenzo (Mar del Plata) |

## Clasificados alPromocional 1967
| Equipos clasificados        | Equipos clasificados  | Equipos clasificados | Equipos clasificados      |
| --------------------------- | --------------------- | -------------------- | ------------------------- |
| Juventud Alianza (San Juan) | Olimpo (Bahía Blanca) | Racing (Córdoba)     | Sportivo Guzmán (Tucumán) |